# 蔡伯贯
蔡伯贯（？—1566年），四川省大足县人。明朝中期四川民变首领。

## 生平
蔡伯贯原为白莲教徒，在山西学艺。嘉靖四十四年（1565年）底，举旗反明，国号大唐，年号大宝。一月之间，连克合川、大足、铜梁、荣昌、安居、定远、璧山七城，次年，朝廷派巡抚刘自强率军镇压，蔡伯贯被俘而死。蔡伯貫舉事前後共有36日。

## 年号
蔡伯贯的年号大宝，1565年十二月－1566年正月。